# マックス・クラーク (野球)
マックスウェル・クラーク（Maxwell Clark, 2004年12月21日 - ）は、アメリカ合衆国インディアナ州ジョンソン郡フランクリン出身のプロ野球選手（外野手）。左投左打。MLBのデトロイト・タイガース傘下所属。

## 経歴
高校時代から注目を集め、2020年には卒業後にヴァンダービルト大学へ進学する予定であることを発表した。
2022年にはU-18のトレーニングキャンプに招待された。
2023年のMLBドラフト1巡目(全体3位)でデトロイト・タイガースから指名された。

## 選手としての特徴
大柄なラインドライブヒッターで、「よりフィジカルに優れたジャレッド・ケルニック」と評価するスカウトもおり、将来は20本塁打以上を記録できるとされている。60ヤード走6秒53を記録するなど足も速い。